# Julia Richter (Schauspielerin)
Julia Richter (* 14. August 1970 in Ost-Berlin) ist eine deutsche Schauspielerin. Bekannt wurde sie 1995 durch ihre Hauptrolle als 20-jährige lesbische Kati Breuer in der Coming-out-Komödie Kommt Mausi raus?!. Seit 1993 stand sie in über 110 Film- und Fernsehproduktion vor der Kamera und wirkte in zahlreichen Theaterinszenierungen.

## Leben

### Frühe Jahre und Theater
Julia Richter begann ihre Schauspielkarriere im Alter von sieben Jahren und spielte fast zehn Jahre im Kinderensemble des Friedrichstadt-Palastes, wo sie regelmäßig mit der DDR-Kultfigur Clown Ferdinand auftrat. Im Berliner Off-Theater Reissverschluss  und im Theaterstudio Friedrichstraße in Berlin erlernte sie den Schauspielberuf.
Richters Bühnenstationen in Berlin waren u. a. das Theater im Palais und das Theater 89. Daneben hatte sie Gastengagements am Deutschen Nationaltheater Weimar, am Thalia-Theater in Hamburg, am Volkstheater Rostock und am Volkstheater München. 1996 spielte sie die Julia in William Shakespeares Romeo und Julia bei den Bad Hersfelder Festspielen und wurde für die Darstellung mit dem Hersfeld-Preis ausgezeichnet.

### Film und Fernsehen
1993 erhielt Richter ihre erste Rolle in der Arzt- und Familienserie Freunde fürs Leben. Sie gehörte als Julia Talbach bis 1997 zur Stammbesetzung der Serie. Ihre erste Hauptrolle in einem Fernsehfilm hatte sie 1994 in der Coming-out-Komödie Kommt Mausi raus?! als 20-jährige lesbische Kati Breuer. Seitdem war sie in zahlreichen Hauptrollen, so in Mirjam Kubeschas Kurzfilm Schwestern (1999) oder Mirosław Borks deutsch-polnischer Koproduktion Brücken der Liebe (2002) an der Seite von Ursula Karusseit zu sehen.
Julia Richter spielte Gastrollen in zahlreichen Fernsehserien und -reihen wie etwa Tatort, Derrick, Der Bulle von Tölz und Ein starkes Team. In der Krimireihe Polizeiruf 110 hatte sie eine durchgehende Rolle als Edelprostituierte Nina und spätere Ehefrau von dem von Uwe Steimle gespielten Schweriner Kommissars Jens Hinrichs. Von 2012 bis 2013 war sie als Polizeirätin Marei Schiller in acht Folgen der ARD-Krimiserie Heiter bis tödlich: Hauptstadtrevier zu sehen. In der elfteiligen Dramedy-Serie Ella Schön aus der Herzkino-Reihe übernahm sie von 2018 bis 2022 als Christina Kieper die Rolle der besten Freundin der von Annette Frier dargestellten titelgebenden Protagonistin.

### Privates
Julia Richter lebt mit ihrem Mann und ihren beiden Söhnen in Berlin.

## Filmografie

### Kino
- 1992: Banale Tage
- 1999: Schwestern (Kurzfilm)
- 2000: Sumo Bruno
- 2001: Sass
- 2004: Close
- 2005: Was ich von ihr weiß
- 2006: Das Verhör
- 2008: Ein Teil von mir
- 2010: Das Sandmännchen – Abenteuer im Traumland
- 2011: Raju (Kurzfilm)
- 2012: Sushi in Suhl
- 2016: Nellys Abenteuer
- 2020: Irgendwann ist auch mal gut
- 2020: Tagundnachtgleiche

### Fernsehen

#### Fernsehfilme
- 1994: Kommt Mausi raus?!
- 1996: Fähre in den Tod
- 1998: Die Mädchenfalle – Der Tod kommt online
- 1999: Drachenland
- 1998: Edgar Wallace: Die unheimlichen Briefe
- 2000: Lieb mich!
- 2000: Und das ist erst der Anfang
- 2000: Frucht der Gewalt
- 2000: Schweigen ist Gold
- 2001: Hat er Arbeit?
- 2001: Ein Teenager flippt aus
- 2001: Ein Sommertraum
- 2001: Die Nacht, in der ganz ehrlich überhaupt niemand Sex hatte
- 2002: Brücken der Liebe (Dwie miłości)
- 2002: Einspruch für die Liebe
- 2003: Der Augenblick der Begierde
- 2003: Delikatessen und andere Schweinereien
- 2004: Ein Mann zum Vernaschen
- 2004: Judith Kemp
- 2005: Willkommen daheim
- 2006: Es war Mord und ein Dorf schweigt
- 2009: Liebe verlernt man nicht
- 2010: Die grünen Hügel von Wales
- 2010: Der letzte Patriarch (Zweiteiler)
- 2012: Ganz der Papa
- 2012: Der Klügere zieht aus
- 2014: Das Lächeln der Frauen
- 2014: Toleranz
- 2015: Alles Verbrecher – Leiche im Keller
- 2016: Neues aus dem Reihenhaus
- 2019: Todesengel
- 2019: Der Sommer nach dem Abitur
- 2021: Ferdinand von Schirach: Feinde
- 2022: Freundschaft auf den zweiten Blick

#### Fernsehserien und -reihen
- 1994–1997: Freunde fürs Leben (33 Folgen)
- 1995: Weißblaue Wintergeschichten
- 1996: Die Männer vom K3 - (Folge Geschäft mit dem Tod)
- 1996: Auf eigene Gefahr (Folge Nachwuchssorgen)
- 1996: Hallo, Onkel Doc! (Folge Das Leben danach)
- 1996–2004: Polizeiruf 110
  - 1996: Der schlanke Tod
  - 1999: Rasputin
  - 1999: Über den Dächern von Schwerin
  - 2000: Ihr größter Fall
  - 2000: Die Macht und ihr Preis
  - 2001: Seestück mit Mädchen
  - 2001: Die Frau des Fleischers
  - 2001: Memory
  - 2004: Dumm wie Brot
- 1997: Derrick (Folge 266 Gegenüberstellung)
- 1998–2008: Tatort
  - 1998: Schwarzer Advent
  - 1999: Der Duft des Geldes
  - 2008: Todesstrafe
- 2000: Die Kommissarin (Folge Der Tote aus der Wagenburg)
- 2001: Der letzte Zeuge (Folge Die Entführung)
- 2002: Im Visier der Zielfahnder (12 Folgen)
- 2002: Der Bulle von Tölz – Liebespaarmörder
- 2003–2004: Politibongo (8 Folgen)
- 2003: Doppelter Einsatz (Folge Tödliche Wahrheit)
- 2004: Der Bulle von Tölz – Der Tölzi
- 2005: Donna Leon – Beweise, dass es böse ist
- 2008: Pfarrer Braun – Die Gärten des Rabbiners
- 2008: Das Duo – Echte Kerle
- 2009: Ein starkes Team – La Paloma
- 2009: SOKO Wismar (Folge Das dritte Feuer)
- 2009: Notruf Hafenkante (Folge Heimliche Liebe)
- 2010: Großstadtrevier (Folge Von Männern und Musen)
- 2010: Der Alte (Folge Oder du stirbst)
- 2011: Küstenwache (Folge Eiskalte Engel)
- 2011: Stubbe – Von Fall zu Fall – Querschläger
- 2012: Der letzte Bulle (Folge Das Killer-Alphabet)
- 2012: Der Staatsanwalt (Folge Spiel des Todes)
- 2012: Die letzte Spur (Folge Reifeprüfung)
- 2012: Der Bergdoktor (Folge: Virus)
- 2012–2013: Heiter bis tödlich: Hauptstadtrevier (8 Folgen)
- 2013: Herzensbrecher – Vater von vier Söhnen (Folge 9: Gott ist tot)
- 2013: Heldt (Folge 2: Endlich Frei!)
- 2014: Cecelia Ahern – Zwischen Himmel und hier
- 2014: Cecelia Ahern – Mein ganzes halbes Leben
- 2014: Bella (Folge Bella Casa – Hier zieht keiner aus!)
- 2014: Bella (Folge Bella Amore – Widerstand zwecklos)
- 2015: In aller Freundschaft – Die jungen Ärzte (Folge Schritt für Schritt)
- 2016: SOKO Leipzig (Folge Der Deich)
- 2017: Der Staatsanwalt (Folge Liebe und Wut)
- 2017: Die Spezialisten – Im Namen der Opfer (Folge Bum Bum)
- 2018: Chaos-Queens – Ehebrecher und andere Unschuldslämmer
- 2018–2022: Ella Schön (11 Folgen)
  - 2018: Die Inselbegabung
  - 2018: Das Ding mit der Liebe
  - 2019: Die nackte Wahrheit
  - 2019: Sturmgeschwister
  - 2020: Feuertaufe
  - 2020: Schiffbruch
  - 2021: Land unter
  - 2021: Familienbande
  - 2022: Das Glück der Erde
  - 2022: Freischwimmer
  - 2022: Seitensprünge
- 2020: Ein starkes Team – Abgetaucht
- 2020: SOKO München (Folge Ein kunstvoller Tod)
- 2021–2022: Doktor Ballouz (12 Folgen)
- 2022: Der Zürich-Krimi: Borchert und das Geheimnis des Mandanten

## Hörbücher
- Jana Scheerer: Mein Vater, sein Schwein und ich. Buchfunk, Leipzig 2008, ISBN 978-3-86847-103-8.